# Lövtjärnet (Södra Finnskoga socken, Värmland)
Lövtjärnet är en sjö i Torsby kommun i Värmland och ingår i Göta älvs huvudavrinningsområde. Sjön är 15,5 meter djup, har en yta på 0,188 kvadratkilometer och befinner sig 433 meter över havet.

## Delavrinningsområde
Lövtjärnet ingår i det delavrinningsområde (671694-133237) som SMHI kallar för Ovan Våtsjöån. Medelhöjden är 419 meter över havet och ytan är 63,45 kvadratkilometer. Det finns inga avrinningsområden uppströms utan avrinningsområdet är högsta punkten. Mangslidälven som avvattnar avrinningsområdet har biflödesordning 3, vilket innebär att vattnet flödar genom totalt 3 vattendrag innan det når havet efter 411 kilometer. Avrinningsområdet består mestadels av skog (86 procent). Avrinningsområdet har 0,92 kvadratkilometer vattenytor vilket ger det en sjöprocent på 1,5 procent.